# هوغو كارمونا
هوغو كارمونا (بالإسبانية: Hugo Carmona)‏ هو لاعب كرة قدم بيروفي، ولد في 1939 في ليما في بيرو.

## وصلات خارجية
- هوغو كارمونا على موقع عالم كرة القدم.نت (الإنجليزية)
- هوغو كارمونا على موقع أوليمبيديا (الإنجليزية)